# School 2013
School 2013 (en hangul, 학교 2013; en hanja, 學校 2013; romanización revisada, Hakgyo 2013), también conocida en español como Escuela 2013, es una serie de televisión surcoreana emitida entre 2012-2013, que toma lugar en la ficticia escuela secundaria Seungri en Seúl, representando las luchas y dilemas que enfrentaban los jóvenes coreanos en aquel momento, como el acoso, violencia escolar, los suicidios, el deterioro de las relaciones profesor-alumno y otros asuntos presentes en la vida real.
Es protagonizada por Jang Nara, Choi Daniel, Lee Jong Suk, Park Se-young, Ryu Hyo Young y Kim Woo Bin. Fue transmitida por KBS 2TV desde el 3 de diciembre de 2012 hasta el 28 de enero de 2013, finalizando con una longitud de 16 episodios más un especial, al aire las noches de los días lunes y martes a las 21:55 (KST), como la quinta temporada de la serie Escuela, cuyas temporadas fueron emitidas en su país de origen desde 1999 hasta 2002.

## Argumento
Go Nam Soon (Lee Jong Suk), es un silencioso estudiante de la escuela secundaria Seungri, donde siempre es intimidado por una banda liderada por Oh Jung Ho (Kwak Jung Wook); el sin demostrar fortaleza, esconde un pasado parecido pero al revés. Al comienzo de la jornada escolar, la clase 2 recibe un nuevo maestro del salón Jung In Jae (Jang Na Ra), a quien le resulta difícil controlar la clase por el descontrol que existe en la convivencia de los alumnos, como medida de ayuda, un nuevo profesor llamado Kang Sae Chan (Choi Daniel) llega a la escuela, que pasa a ser nombrado profesor principal del aula de clase 2, pero ante la oposición de los alumnos los dos terminan quedándose a cargo del nivel.
Posteriormente diferentes problemas se desatan y por casualidad un estudiante problemático es trasladado a la secundaria Seungri, Park Hong Soo (Kim Woo Bin), en un principio muestra rivalidad con Nam Soon, pero su antigua intima amistad se va revelando y a medida que pasa el tiempo comienzan a reconciliarse y a revivir sus vidas tras un incidente que los separó para siempre, sin embargo, una relación comienza a iniciarse entre la mejor estudiante de la clase Song Ha Kyung (Park Se-young) y Nam Soon, pero esto se acaba tras la llegada de Hong Soo ya que la cercana relación entre este último y Nam Soon, no permite terceros debido a que dependen el uno del otro afectivamente y su amistad va más allá sentimentalmente.
La competencia entre los diferentes estudiantes por poseer mejores calificaciones los lleva a tener conflictos, esto sumado a la presión familiar, se ve en disminución por la cercanía existente entre los profesores In Jae y Sae Chan con la clase y el papel que juegan en su aprendizaje. Finalmente  Hong Soo y Nam Soon mantienen y recuperan su relación; Kim Min Ki (Choi Chang Yeop), un estudiante al borde del suicidio logra recuperarse y Ha Kyung encuentra su camino y en aquel se hace una amiga Shin Hye Sun (Shin Hye Sun).

## Reparto

### Personajes principales
- Lee Jong Suk como Go Nam Soon.
- Jang Nara como Jung In Jae.
- Choi Daniel como Kang Se Chan.
- Park Se-young cono Song Ha Kyung.
- Ryu Hyo Young como Lee Kang Joo.
- Kim Woo Bin como Park Hong Soo.

### Personajes secundarios
Profesores
- Park Hae Mi como Lim Jung Soo.
- Lee Han-wi como Woo Soo-chul.
- Um Hyo-sup como Uhm Dae-woong.
- Yoon Joo Sang como Jo Bong Soo.
- Oh Young Shil como Yoo Nan Hee.
- Kwon Nam Hee como Kwon Nam Hee.
- Kim Kye Wool como Kim Yeon Ah.
- Lee Won Suk como Kim Dae Soo.
- Ahn Hye Kyung como Enfermera.

Alumnos
- Kwak Jung Wook como Oh Jung Ho.
- Choi Chang Yeop como Kim Min Ki.
- Ji Hoon como Lee Ji Hoon.
- Lee Yi Kyung como Lee Yi Kyung.
- Kim Young Choon como Byun Ki Deok.
- Kim Chang Hwan como Han Young Woo.
- Jeon Soo Jin como Kye Na Ri.
- Kim Dong Suk como Kim Dong Suk.
- Kim Jong Hyun como Kim Jong Hyun.
- Lee Kyu Hwan como Lee Kyu Hwan.
- Shin Hye Sun como Shin Hye Sun.
- Nam Kyung Min como Nam Kyung Min.
- Gil Eun-hye como Gil Eun Hye.
- Kim Min Kyung como Kim Min Kyung.
- Dani como Kim Da Ni.
- Oh Ka Eun como Oh Ka Eun.
- Kim Hae Rim como Kim Hae Rim.
- Ahn Ji Hyun como Ahn Ji Hyun.
- Kang Sung Ha como Kang Sung Ha.
- Kim Bom Yi como Kim Bom Yi.
- Kim Sol como Kim Sol.
- Kim Ji Ah como Kim Ji Ah.
- Moon Ji Woo como Moon Ji Woo.
- Park So Hee como Park So Hee.
- Oh Se Il como Oh Se Il.
- Lee Yoo Jin como Lee Yoo Jin.
- Lee Jung Kwi como Lee Jung Kwi.
- Lee Ji Hyun como Lee Ji Hyun.
- Lee Hye Sung como Lee Hye Sung.
- Choi Min Ji como Choi Min Ji.
- Choi Soo Mi como Choi Soo Mi.

Padres
- Kim Na Woon como Madre de Kim Min Ki.
- Lee Yeon Kyung como Madre de Song Ha Kyung.

## Producción
Debido a que en la producción se utilizaron materiales escolares reales, 1300 libros usados durante el rodaje fueron donados a estudiantes necesitados.

## Recepción

### Audiencia
En Azul la audiencia más baja y en rojo la más alta, correspondientes a las empresas medidoras TNms y AGB Nielsen.
| Ep. #    | Fecha original de emisión | Share        | Share        | Share       | Share       |
| Ep. #    | Fecha original de emisión | TNmS Ratings | TNmS Ratings | AGB Nielsen | AGB Nielsen |
| Ep. #    | Fecha original de emisión | Nacional     | Seúl         | Nacional    | Seúl        |
| -------- | ------------------------- | ------------ | ------------ | ----------- | ----------- |
| 1        | 3 de diciembre de 2012    | 8.2 %        | 8.6 %        | 8.0 %       | 8.6 %       |
| 2        | 4 de diciembre de 2012    | 10.0 %       | 10.9 %       | 8.2 %       | 8.2 %       |
| 3        | 10 de diciembre de 2012   | 11.5 %       | 12.7 %       | 10.8 %      | 11.8 %      |
| 4        | 11 de diciembre de 2012   | 10.4 %       | 10.8 %       | 8.9 %       | 9.4 %       |
| 5        | 17 de diciembre de 2012   | 12.9 %       | 13.5 %       | 9.8 %       | 10.7 %      |
| 6        | 18 de diciembre de 2012   | 12.9 %       | 14.2 %       | 11.5 %      | 12.7 %      |
| 7        | 24 de diciembre de 2012   | 11.7 %       | 12.1 %       | 10.2 %      | 11.1 %      |
| 8        | 25 de diciembre de 2012   | 14.8 %       | 16.5 %       | 12.9 %      | 14.3 %      |
| 9        | 1 de enero de 2013        | 15.7 %       | 16.3 %       | 15.2 %      | 16.8 %      |
| 10       | 7 de enero de 2013        | 14.7 %       | 15.1 %       | 13.1 %      | 14.6 %      |
| 11       | 8 de enero de 2013        | 16.3 %       | 18.0 %       | 15.8 %      | 17.3 %      |
| 12       | 14 de enero de 2013       | 16.1 %       | 17.3 %       | 14.5 %      | 16.4 %      |
| 13       | 15 de enero de 2013       | 17.1 %       | 18.3 %       | 15.5 %      | 17.3 %      |
| 14       | 21 de enero de 2013       | 15.1 %       | 15.9 %       | 14.0 %      | 16.1 %      |
| 15       | 22 de enero de 2013       | 15.3 %       | 16.2 %       | 15.7 %      | 17.3 %      |
| 16       | 28 de enero de 2013       | 16.0 %       | 17.1 %       | 15.0 %      | 17.0 %      |
| Promedio | Promedio                  | 13.7 %       | 14.6 %       | 12.4 %      | 13.7 %      |
| E        | 29 de enero de 2013       | 12.7 %       | 13.3 %       | 11.5 %      | 12.7 %      |

### Premios y nominaciones
| Año  | Premio                      | Categoría                                       | Nominado     | Resultado |
| ---- | --------------------------- | ----------------------------------------------- | ------------ | --------- |
| 2012 | KBS Drama Awards            | Premio a la alta excelencia, actriz             | Jang Nara    | Nominado  |
| 2012 | KBS Drama Awards            | Premio a la excelencia, actor en una miniserie  | Choi Daniel  | Nominado  |
| 2012 | KBS Drama Awards            | Premio a la excelencia, actriz en una miniserie | Jang Nara    | Ganador   |
| 2012 | KBS Drama Awards            | Mejor nuevo actor                               | Lee Jong Suk | Ganador   |
| 2012 | KBS Drama Awards            | Premio a la popularidad, actor                  | Choi Daniel  | Nominado  |
| 2012 | KBS Drama Awards            | Premio a la popularidad, actor                  | Lee Jong Suk | Nominado  |
| 2012 | KBS Drama Awards            | Premio a la popularidad, actriz                 | Jang Nara    | Nominado  |
| 2013 | 49th Baeksang Arts Awards   | Mejor serie de televisión                       | School 2013  | Nominado  |
| 2013 | 49th Baeksang Arts Awards   | Mejor nuevo actor (TV)                          | Kim Woo Bin  | Nominado  |
| 2013 | 7th Mnet 20's Choice Awards | Estrella de drama de 20 años, hombre            | Lee Jong Suk | Nominado  |
| 2013 | 7th Mnet 20's Choice Awards | Estrella exitosa de 20 años, hombre             | Kim Woo Bin  | Nominado  |
| 2013 | 6th Korea Drama Awards      | Mejor nuevo actor                               | Kim Woo Bin  | Nominado  |
| 2013 | 2nd APAN Star Awards        | Premio a la excelencia, actor                   | Lee Jong Suk | Ganador   |
| 2013 | 2nd APAN Star Awards        | Mejor nuevo actor                               | Kim Woo Bin  | Ganador   |

## Banda sonora
| Track listing |                                               |                      |          |  |
| N.º           | Título                                        | Artista              | Duración |  |
| 1.            | «Welcome To the School»                       | 4Minute              | 3:41     |  |
| 2.            | «Beautiful Days»                              | J-Min                | 4:20     |  |
| 3.            | «Don't Think You're Alone»                    | Kim Bo Kyung         | 3:32     |  |
| 4.            | «Green Frog»                                  | Kim Bo Kyung         | 2:59     |  |
| 5.            | «Looking Up Together»                         | New Life Church Kids | 3:43     |  |
| 6.            | «Welcome To The School» (Instrumental)        | 4Minute              | 3:41     |  |
| 7.            | «Beautiful Days» (Instrumental)               | J-Min                | 4:20     |  |
| 8.            | «Don't Think You're Alone» (Instrumental)     | Kim Bo Kyung         | 3:32     |  |
| 9.            | «Green Frog» (Instrumental)                   | Kim Bo Kyung         | 2:59     |  |
| 10.           | «Looking Up Together» (Instrumental)          | New Life Church Kids | 3:43     |  |
| 11.           | «Footstep»                                    | Ant                  | 3:56     |  |
| 12.           | «Teacher We Love You»                         | Ant                  | 3:35     |  |
| 13.           | «Walking Together»                            | CSMUSIC&             | 2.44     |  |
| 14.           | «My Friends»                                  | Ant                  | 3:43     |  |
| 15.           | «Don't Think You're Alone» (Versión en piano) | Kim Bo Kyung         | 2:35     |  |

## Emisión internacional
- Hong Kong: TVB (2013).
- Japón: KNTV (2012-2013).
- Tailandia: Workpoint TV (2015).
- Taiwán: Videoland Drama (2013) y ELTA (2014).